# Kei-Inseln
Die Kei-Inseln oder Kai-Inseln (indonesisch Kepulauan Kei, auch Kay-Inseln, Ewab-Inseln, lokal: Nuhu Evav oder Tanat Evav) befinden sich im südöstlichen Bereich der Molukken in der indonesischen Provinz Maluku.

## Geographie

### Übersicht
Die Kei-Inseln befinden sich südlich der Vogelkop-Halbinsel der Insel Neuguinea, westlich der Aru-Inseln und nordöstlich der Tanimbarinseln. Nördlich liegen die Watubela-Inseln. Westlich befindet sich die Bandasee, östlich die Seramsee.

### Inseln und Verwaltungseinheiten
Der Großteil der Kei-Inseln bilden den Regierungsbezirk (Kabupaten) der Südostmolukken (Maluku Tenggara). Daneben bildet Tual (Kota Tual), der Hauptort des Archipels, eine autonome Stadt, zu der administrativ auch kleinere Inseln im Nordosten und Westen gehören. Maluku Tenggara und Tual gehören zur Provinz Maluku. Mehr als 70 Inseln gehören zu den Kei-Inseln.
Die östlichste Insel ist das langgezogene Kei Besar (Nuhu Yuut oder Nusteen, Groß-Kei), die zu Maluku Tenggara gehört. Zentrum und Nordwesten bilden den Distrikt (Kecamatan) Kei Besar mit Nuhuyanan und drei weiteren vorgelagerten Inseln: Wat, Nota und Karod. Der Distrikt Kei Besar Utara Timur liegt im Nordosten der Insel. Der Distrikt Kei Besar Selatan liegt im Süden. Vorgelagerten Inseln sind hier Masular, Aran Laai, Aran Kot, Dufin und Nasu Lar.
Westlich von Kei Besar liegen jenseits der Nerongstraße die Inseln Kei Kecil (Nuhu Roa oder Nusyanat, Klein-Kei) und Kei Dullah, die Hauptinseln der Gruppe. Auf Kei Kecil befindet sich die Provinzhauptstadt Langgur, die mit einer Brücke mit ihrer Zwillingsstadt Tual auf Kei Dullah verbunden ist.
Kei Dullah teilt sich in zwei Distrikte, die zur autonomen Stadt Tual gehören. Pulau Dullah Selatan besteht aus dem Süden Kei Dullahs mit der Archipelshauptstadt Tual und den zwischen Kei Dullah und Kei Kecil gelegenen Inseln Ut, Krus, Ubur, Kran, Fair und eine weitere kleine Insel. Der Distrikt Pulau Dullah Utara besteht aus dem Norden von Kei Dullah und den Inseln Duroa (Du Roa, Dullah Laut), Moanumayanat (Muhanuhujanat), Dranan (Adranan), Rumadan (Rumadan Warohoi), Rumadan Laer (Rumadan Warwahan), Sua, Baeer (Bair), Maas (Ohoimas) und Watlora.
Kei Kecil gehört zum Regierungsbezirk Maluku Tenggara. Den Norden der Insel bildet den Distrikt Kei Kecil. Dazu gehören östlich von Kei Kecil auch die Inseln Kalvik, Watlus, Ana, Daar und Nuhutuwak. Westlich sind von Kei Kecil Teil des Distrikts die Inseln Er, Beor, Ngaf, Haeh, Ohoiwa, Nai, Verkuku, Hoa, Lea, Nura, Amut, Watokmas, Vatilmas, Wear Hu und Ngodan im Nordwesten von Kei Kecil.
Kei Kecil Barat ist der Distrikt im Südwesten von Kei Kecil. Dazu gehören auch die Inseln Liek (Lik), Taroa, Waha, Tangwain, Labulin, Warbal, Manir (Waha), Ur (Uhr), Utir (Witir), Nuhu Taa (Nuhuta, Nuhutaa), Far, Nuhuyanko, Tanimbar Kei (Tanimbarkei, Kai Tenimbar, Tnebar Evav) und zwei weitere kleine Inseln vor Tanimbar Kei. Den Südosten von Kei Kecil bildet der Distrikt Kei Kecil Timur.
Wieder ein Stück weiter westlich liegen die Tayandoinseln mit den Inseln Tayando (Tayandu), Walir, Heniar (Haniar, Heniaar), Ree, Reeyanat, Nusreen, Furalnur, Nuwait, Nuniai und Tam mit drei weiteren kleinen Inseln. Diese abgetrennte Gruppe bildet den Distrikt Tayando Tam, der zur autonomen Stadt Tual gehört.
Ebenfalls zu Tual gehört der Distrikt Pulau Pulau Kur, das westliche Ende der Kei-Inseln. Dazu gehören die Inseln Mangur (Manggur), Wonin und Fadol, ein Stück weiter nördlich Kur (Kuur) und im äußersten Nordwesten Kaimear (Kaimeer, Keimeer), Tengah und Bui. Die gesamte Landfläche der Kei-Inseln beträgt 1438 km².
Kei Besar ist bergig und reicht bis 900 m Höhe. Kei Dullah und Kei Kecil sind dagegen flach und weitgehend abgeholzt. Die anderen Inseln sind dicht bewaldet. Untiefen umgeben die meisten Inseln.

### Fauna und Flora
Die Kei-Inseln sind ein Teil von Wallacea, einer Gruppe von östlichen Inseln des Malaiischen Archipels. Hier vermischt sich die asiatische Fauna und Flora mit der australischen. Ursprünglich heimische Säugetierarten gibt es nur wenige, viele wurden durch den Menschen eingeführt. So finden sich zum Beispiel verwilderte Schweine. Den größten Teil der heimischen Säugetierfauna machen die Fledermäuse und Flughunde aus. Die folgenden 20 Arten wurden auf den Kei-Inseln nachgewiesen: Dobsonia viridis, Zwerg-Langzungenflughund (Macroglossus minimus), Nyctimene keasti, Pteropus melanopogon, Syconycteris australis, Emballonura alecto, Emballonura beccarii, Emballonura nigrescens, Taphozous achates, Aselliscus tricuspidatus, Hipposideros ater, Hipposideros cervinus, Hipposideros diadema, Rhinolophus euryotis, Rhinolophus keyensis, Rhinolophus philippinensis, Miniopterus australis, Miniopterus schreibersii, Myotis adversus und Myotis stalkeri.
An Nagetieren finden sich hier die Goldbauchschwimmratte (Hydromys chrysogaster), Uromys siebersi, Melomys lutillus sowie eingeschleppte Hausratten (Rattus rattus) und Pazifische Ratten (Rattus exulans).
Die Insektenfresser sind durch die Moschusspitzmaus (Suncus murinus) und Crocidura maxi, die Beuteltiere durch den Wollkuskus (Phalanger orientalis), den Neuguinea-Filander (Thylogale brunii), den Kurzkopfgleitbeutler (Petaurus breviceps), den Dickkopf-Stachelnasenbeutler (Echymipera rufescens) und die Schleichkatzen durch den eingeführten Fleckenmusang (Paradoxurus hermaphroditus) vertreten.
Zu den endemischen Vogelarten gehören der Graybrillenvogel (Zosterops grayi) und der Tualbrillenvogel (Zosterops uropygialis).
An den Riffen gibt es verschiedene Schildkrötenarten.
Zur Flora gehören Feigenbäume, Eisenholz und verschiedene Palmen und Mangroven.

## Einwohner

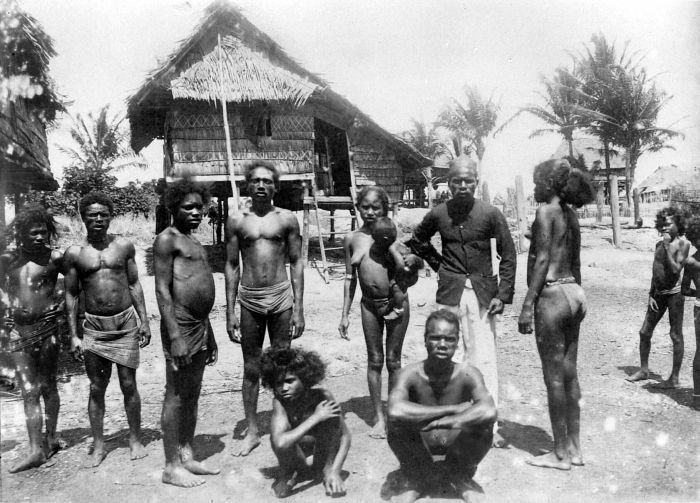
Einheimische während der niederländischen Kolonialzeit

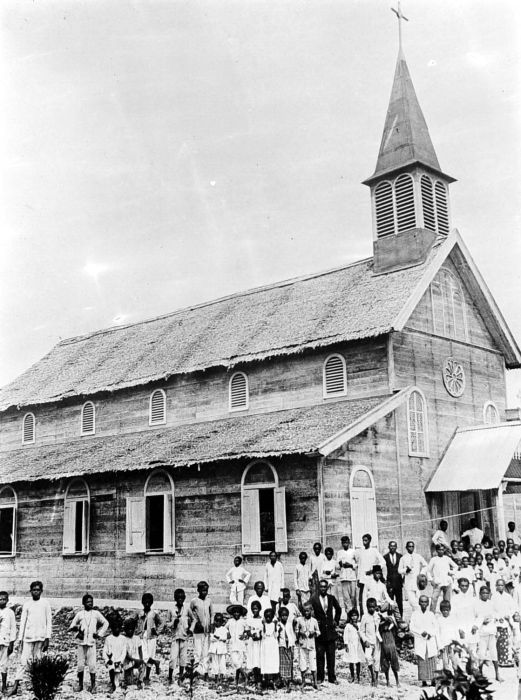
Katholischen Kirche von Namaai, Anfang 20. Jahrhundert

Auf den Inseln lebten im Jahr 2000 schätzungsweise 74.000 Menschen. Die einheimische Bevölkerung besteht aus Melanesiern, die sich kulturell mit malaiischen Ethnien vermischt haben. Die östlichen Inseln sind durch die Vermischungen ethnisch sehr homogen, wenn man von Bugis und Makassaressen absieht, die als Händler einwanderten, javanischen Beamten und Soldaten in Tual und Elat und chinesischen Ladenbetreibern und Geschäftsleuten, die als Flüchtlinge aus anderen Landesteilen kamen. Die dominierende Bevölkerung gehört der Ethnie der Kei an. Sie teilt sich allerdings in verschiedene Religionsgemeinschaften auf. Land gehört meistens der Dorfgemeinschaft und Ackerflächen demjenigen, der sie bewirtschaftet.

### Sprachen
Drei austronesische Sprachen werden auf den Kei-Inseln gesprochen: Kei (Saumlaki, Veveu Evav) ist am weitesten verbreitet. Die Sprache wird in 207 Dörfern auf Kei Kecil, Tayandu, Heniar, Kei Tenimbar, dem Süden von Kei Besar und den Nachbarinseln gesprochen, als Lingua Franca auch auf Kur. Es gibt kein einheimisches Schriftsystem für Kei. Die holländischen, katholischen Missionare schrieben diese Sprache, indem sie eine Variante des römischen Alphabets verwendeten.
Die Sprache Kur wird auf Kur und den anderen westlichen Inseln von Fadol bis Kaimear gesprochen. Kur ist nahe verwandt mit Teor, das auf den Watubela-Inseln gesprochen wird.
Die alte bandanesische Sprache wird in den Dörfern von Banda-Eli (Wadan El) und Banda-Elat (Wadan Elat) im Westen und Nordosten von Kei Besar gesprochen. Einwanderer brachten die Sprache, die sich deutlich unterscheidet von den anderen Sprachen der Südlichen Molukken, von den Banda-Inseln mit. Sie waren vom Niederländer Jan Pieterszoon Coen zwischen 1619 und 1621 aus ihrer alten Heimat vertrieben worden. Dort ist die Sprache ausgestorben.

### Religion
Die Mehrheit der Bevölkerung besteht aus Christen (45 % Katholiken, 15 % Protestanten), jedoch ist der Anteil von Muslimen mit 40 % sehr hoch. Da meist ganze Dörfer geschlossen einen Glauben annahmen, sind die Religionsgemeinschaften räumlich meist nicht gemischt. Auch gründeten konvertierte Muslime oft eigene Siedlungen, abseits ihrer alten Heimatorte, um sie frei von Hunden und Schweinen zu halten. Trotzdem gibt es über die religiösen Grenzen hinweg familiäre Bindungen und das traditionelle Recht hat eine höhere Bedeutung. Kur und Banda-Sprecher sind vorwiegend Muslime, bei den Kei-Sprechern gibt es sowohl Muslime als auch Christen.
Tual wird überwiegend von muslimischen Zuwanderern bewohnt. Langgur ist das Zentrum der Christen.
Auf Tanimbar Kei bezeichnen sich die Bewohner als Hindus, praktizieren aber mehr oder weniger den traditionellen Ahnenkult.

## Geschichte

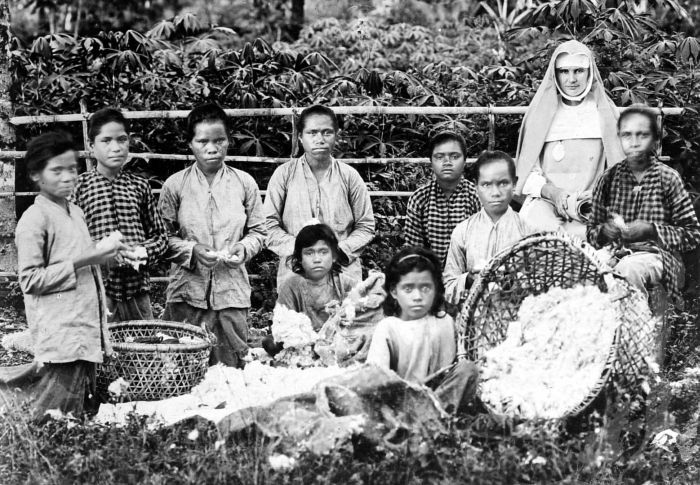
Mädchen reinigen Kapok unter der Aufsicht einer katholischen Nonne

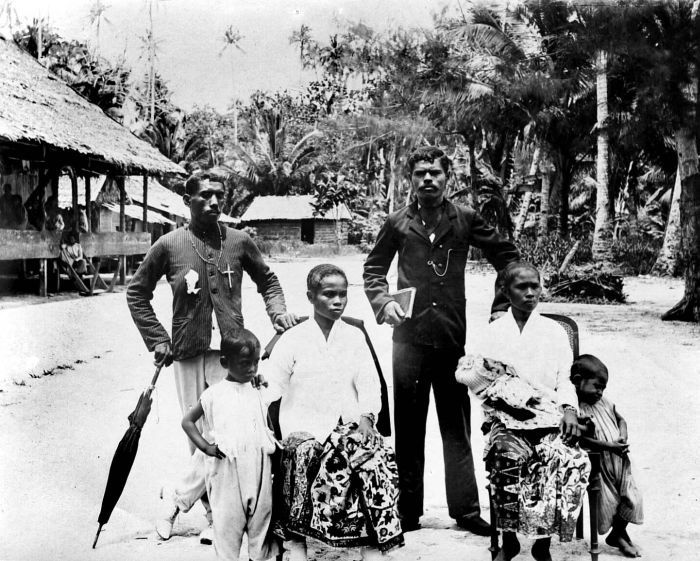
Katholische Lehrer mit ihren Familien

Etwa 2500 v. Chr. erreichten Melanesier vom asiatischen Kontinent kommend die Kei-Inseln. Von ihnen stammen Höhlenmalereien bei Ohoidertawun im Nordwesten von Kei Kecil. Ihre Siedlungen lagen im Landesinneren der Inseln, wo sie vor Sklavenjägern aus Neuguinea geschützt waren.
Im 17. und 18. Jahrhundert, möglicherweise bereits seit dem 14. Jahrhundert, wanderten malaiische Ethnien aus dem Westen und Norden des Malaiischen Archipels auf die Kei-Inseln ein. Sie kamen von Bali, Java, Luang, Sumbawa, Sulawesi, Ambon, Seram und Ternate und waren vermutlich Gruppen, die in Machtkämpfen in ihrer Heimat unterlegen waren. Legenden berichten, dass die ursprüngliche Bevölkerung die Neuankömmlinge bat, die Macht zu übernehmen. Spuren von gewalttätigen Eroberungen fehlen. Herrscher beider Bevölkerungsteile schlossen Blutsbrüderschaft, indem sie jeweils das Blut des anderen tranken. Als „Geschwister“ waren Ehen zwischen den Herrscherfamilien nicht mehr möglich, so dass ein Kastensystem entstand. Es gab drei Kasten: die Mel-Mel, die von den Einwanderern abstammt, die Ren-Ren aus der Urbevölkerung und die Iri-Iri, die Sklavenkaste. Letztere waren die Nachkommen von Kriegsgefangenen oder Straftätern, denen die Todesstrafe erlassen wurde. Die Iri-Iri hatten eigene Gärten und waren nur von der politischen Macht ausgeschlossen und durften nicht außerhalb ihrer Kaste heiraten. Die Siedlungen wurden in dieser Zeit wieder an die Küste verlegt und wuchsen in ihrer Größe an. Kleine Reiche wurden gegründet.
1817 nahm die Niederländische Ostindien-Kompanie (VOC) die Inseln in Besitz, die so Teil Niederländisch-Indiens wurden. In der zweiten Hälfte des 19. Jahrhunderts nahm die Zahl der Muslime auf den Kei-Inseln durch Konversionen zu. Waren 1860 nur die Nachkommen der Flüchtlinge von den Banda-Inseln und einige Händler aus Makassar in Tual und Elat Anhänger des Islams, betrug die Zahl der Muslime 1887 bereits 5.893, ein Drittel der Bevölkerung. Der deutsche Unternehmer Adolph Langen schlug daher in einem Brief an den apostolischen Vikar in Batavia eine gezielte Christianisierung der Bevölkerung vor. 1888 wurde in Tual die erste katholische Mission gegründet. 1889 behandelten die Missionare Choleraerkrankte im Tual gegenüber auf Kei Kecil liegenden Ohoingur. In Folge ließen sich die ersten Einwohner taufen und 1890 wurde die Mission nach Ohoingur verlegt, das zu Ehren von Adolph Langen später in Langgur umbenannt wurde. Es ist noch heute ein wichtiges Zentrum des katholischen Glaubens in den Südmolukken.
Manchmal überredeten die Dorfältesten erstmal einen Einwohner zum Christentum überzutreten und warteten erstmal ab, was geschah. War man mit dem Ergebnis zufrieden ließ sich das ganze Dorf taufen. Innerhalb von zwei Generationen gaben die Einheimischen die bisher üblichen Gemeinschaftshäuser zugunsten von Unterkünften für einzelne Familien. In Missionsschulen wurde eine einheimische Elite ausgebildet, die in Missionen, der Kolonialarmee und -verwaltung oder als Lehrer Arbeit im ganzen östlichen Teil Niederländisch-Indiens fand. 1919 gab es bereits 78 Grundschulen. Westliche Kleidung wurde angenommen und dörferweise konvertierte man zum Islam, Katholizismus oder Protestantentum. Die Bewohner Tanimbar Keis bilden die Ausnahme unter den Kei-Sprechern. 1900 begann auch die protestantische Indische Kerk von Ambon auf den Kei-Inseln zu missionieren. 1905 hatten sie ihr Zentrum in Elat aufgebaut.
In den 1950er Jahren waren die Kei-Inseln Teil der Republik der Südmolukken, die versuchte sich von Indonesien unabhängig zu machen. 1955 wurden die letzten Reste der Sezessionsbewegung durch die indonesische Armee besiegt. Viele Familien flohen in die Niederlande. Während der Neue Ordnungs-Politik von Suharto in den 1970er und 1980er wurden die Kei-Inseln stärker in die wirtschaftliche Struktur Indonesiens eingebunden. Indonesisches Recht wurde auch in den traditionellen Dorfgemeinschaften durchgesetzt, was zu Konflikten führte. Regierungsprojekte brachten Geld, die Bevölkerung begann importierte Waren zu verwenden. Trotzdem konnten die Kei sich Teile ihrer Kultur bewahren, so das Larvul Ngabal, das traditionellem Rechtssystem.
Im Januar 1999 kam es auf Ambon zu Zusammenstößen zwischen Christen und Muslimen, die zu über 5.000 Toten und 500.000 Flüchtlingen führten. Der interreligiöse Konflikt breitete sich auch auf andere Inseln der Zentralmolukken aus, wie Seram, Buru, Tanimbar und auch den Kei-Inseln, wo man aufgrund des bisher harmonischen Zusammenlebens der Religionen nicht damit gerechnet hatte. Am 29. März schrieb aber ein 16-jähriger Jugendlicher Schmähsätze auf die Wände einer Moschee in Tual. Der Junge behauptete später, er hätte damit auf jesusfeindliche Graffiti reagiert. Muslimische Demonstranten forderten eine Aufklärung und Bestrafung des Täters, doch weil er unter 17 Jahre alt war, ließ ihn die Polizei nach einer Verwarnung laufen. In der Nacht darauf wurden Barrikaden errichtet und Jugendbanden griffen sich in Tual und Faan (ein christlicher Vorort auf Kei Kecil, südlich von Langgur) gegenseitig mit Macheten, Speeren, Pfeil und Bogen, Bambuskanonen und Molotowcocktails an. Die Muslime mit weißen Stirnbändern, die Christen mit roten. Am zweiten Tag breiteten sich die Unruhen auf Elat auf Kei Besar aus. Ein Streit zwischen einen protestantischen und einem muslimischen Politiker führte vermutlich zum Angriff von Einwohnern aus dem christlichen Weduar Feer (Kei Besar Selatan) auf das muslimische Dorf Larat. Mehrere Nachbardörfer wurden in die Kämpfe mit hineingezogen, die sich dann entlang der Küste Kei Besars und dann weiter auf Kei Kecil ausbreiteten. Erst im Juni endeten die Unruhen. Insgesamt wurden 200 Menschen getötet, 30.000 Menschen (ein Viertel der Gesamtbevölkerung der Kei-Inseln) waren auf der Flucht und 4.000 Gebäude wurden zerstört. In den Flüchtlingslagern forderten Malaria und andere Krankheiten weitere Opfer.

## Wirtschaft

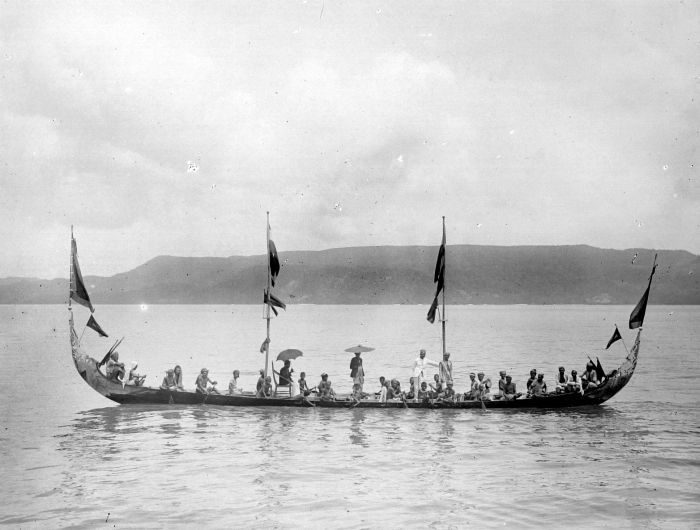
Zeremonielles Boot (1900/01)

Angebaut werden Reis, Kochbananen, Yams, Mais und Tabak.
Handelswaren sind Kopra, Holz, Seegurken (Trepang) und Schildkrötenpanzer. Haupthafen ist Tual. Der Flughafen von Langgur wird nur von Propellermaschinen angeflogen.

## Kultur

### Handwerk
Die Einwohner der Kei-Inseln gelten als begabte Holzschnitzer und Korbflechter. Auch im traditionellen Bootsbau sind sie erstklassig.

### Musik

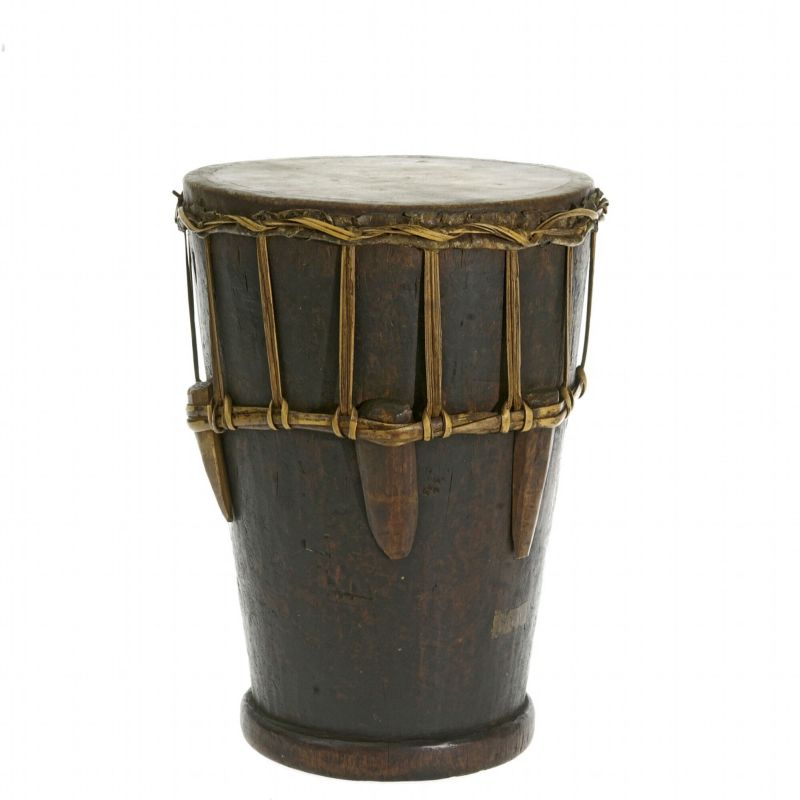
Konische Röhrentrommel tiwa, vor 1889

Trotz der jahrhundertealten vielfältigen Handelskontakte und der Ankunft von Siedlern aus der gesamten östlichen malaiischen Inselwelt ist die traditionelle Musik in ihrer Struktur und ihrem tonalen System sehr homogen geblieben. Es gibt zahlreiche, siksikar genannte Lieder, die bei Festveranstaltungen vorgetragen werden. Nur von Männern gesungene Lieder heißen siksikar marwehe belaan, von Frauen gesungene siksikar sosoi oder ähnlich und von beiden gesungene siksikar ngel-ngel. Die meisten Lieder dienen der Tanzbegleitung.
Wie in der Musik Neuguineas gibt es Bambusschlitztrommeln: Die letlot ist 40 Zentimeter lang und hat einen Schlitz. Ebenfalls aus Bambus sind Stöcke (ontai dakdak oder singatar), die gegeneinander geschlagen und für spezielle Springtänze gebraucht werden. Aus Java über Makassar wurde ein mittelgroßer Buckelgong (dada) mit 30 bis 38 Zentimetern Durchmesser importiert. Diese Bronzegongs sind oder waren ein wichtiger Bestandteil der traditionellen Mitgift. Die Trommel tiva ist einseitig mit einer Kalbshautmembran bespannt. Es gab früher eine dreisaitige idiochorde Bambuszither, deren Form einer einfachen sasando ähnelt. Heute eher noch bekannt sind verschiedene Bambusflöten, die savarngil oder sawergnil genannt werden. Flöten sind zwischen 10 und 35 Zentimeter lang, ein 30 Zentimeter langes Instrument hat sechs Grifflöcher oben und ein Daumenloch unten. Das Schneckenhorn (Charonia tritonis) heißt atwur oder tewur.